# Cometes quadrimaculatus
Cometes quadrimaculatus är en skalbaggsart som först beskrevs av Jean François Villiers 1958.  Cometes quadrimaculatus ingår i släktet Cometes och familjen långhorningar. Inga underarter finns listade i Catalogue of Life.